# Fresno de Rodilla
Fresno de Rodilla es una localidad y un municipiosituados en la provincia de Burgos, Castilla la Vieja, en la comunidad autónoma de Castilla y León (España), comarca de Alfoz de Burgos, partido judicial de Burgos, cabecera del ayuntamiento de su nombre.

## Símbolos
El escudo heráldico y la bandera que representa al municipio fue aprobado oficialmente el 16 de abril de 2002 con el siguiente blasón:

«Sencillo. En plata, árboles arrancados de sinople, semejando un fresno, origen del topónino forestal de la Villa, y un pino, árbol actualmente predominante; cargado de banda de gules y ésta de báculo y moneda de oro. Al timbre corona real cerrada..»
Boletín Oficial de Castilla y León nº 95 de 20 de mayo de 2002

## Geografía
Tiene un área de 12,15 km² con una población de 45 habitantes (INE 2018) y una densidad de 3,87 hab/km².

## Demografía
Fresno de Rodilla cuenta con una población de 49 habitantes (INE 2024).
| Gráfica de evolución demográfica de Fresno de Rodilla entre 1842 y 2021                                               |
| |
| Población de derecho según los censos de población del INE. Población de hecho según los censos de población del INE. |

| 1991 |  | 1996 |  | 2001 |  | 2004 |
| ---- |  | ---- |  | ---- |  | ---- |
| 34   |  | 35   |  | 51   |  | 46   |

## Historia
Lugar que formaba parte, del Alfoz y Jurisdicción de Burgos en el partido de Burgos, uno de los catorce que formaban la Intendencia de Burgos durante el periodo comprendido entre 1785 y 1833, tal como se recoge en el Censo de Floridablanca de 1787. Tenía jurisdicción de realengo con alcalde pedáneo.